# Lophoruza rubrimacula
Lophoruza rubrimacula là một loài bướm đêm trong họ Noctuidae.